# Sergei Nikolajewitsch Tarakanow
Sergei Nikolajewitsch Tarakanow (russisch Сергей Николаевич Тараканов; * 19. April 1958 in Lodeinoje Pole, Oblast Leningrad, Sowjetunion) ist ein ehemaliger sowjetischer Basketballspieler. Als Spieler wurde Tarakanow mit der Basketballnationalmannschaft der UdSSR Olympiasieger, Welt- und Europameister. Zurzeit ist er als zertifizierter FIBA-Spielerberater tätig.

## Karriere im Verein
Die Karriere von Sergei Tarakanow in der höchsten sowjetischen Liga begann 1975 bei Spartak Leningrad. Mit Spartak gewann er 1978 der sowjetischen Pokal und bekam seine erste Einladung zur sowjetischen Nationalmannschaft. Mit der Einberufung in die Nationalmannschaft kam, so wie in der damaligen Zeit üblich, auch die „Einberufung“ zum ZSKA Moskau. Mit ZSKA gewann Tarakanow zunächst fünf nationale Titel in Folge. Anschließend wurde er mit ZSKA drei Mal Zweiter der sowjetischen Meisterschaft hinter Žalgiris Kaunas. Es gelang ihm mit ZSKA noch zwei Mal die sowjetische Meisterschaft zu gewinnen. Zum Ende seiner Karriere ging er nach Europa und spielte ein Jahr in der Bundesliga 1990/91 bei BG Ludwigsburg und seine letzte Saison in Belgien.

## Karriere in der Nationalmannschaft
Das erste große Turnier im Kader der Nationalmannschaft war für Tarakanow die EM 1979 in Italien. Er wurde in 6 von 8 Spielen eingesetzt und wurde zum ersten Mal Europameister. Bei der Heimolympiade 1980 wurde Tarakanow im in allen Spielen eingesetzt und gewann mit seinem Team die Bronzemedaille. Beim nächsten Turnier, der EM 1981 in der Tschechoslowakei konnte er mit seinem Team den Erfolg von 1979 wiederholen und wurde zum zweiten Mal Europameister. Bei der WM 1982 in Kolumbien gewann Tarakanow mit Sowjetunion wiederum die Goldmedaille. Es war der erste WM-Titel für Tarakanow und der letzte für die UdSSR. Nachdem er mit der sowjetischen Mannschaft bei der EM 1983 nur den dritten Platz belegen konnte, gelang ihm bei der EM 1985 in Deutschland der dritte Europameistertitel. Seinen letzten und größten Titel gewann Tarakanow bei den Olympischen Spielen 1988 in Seoul, als er in einer Mannschaft mit Sabonis, Kurtinaitis, Marčiulionis Olympiasieger wurde. Nach dem Olympiasieg beendete er seine Karriere in der Nationalmannschaft.

## Erfolge
- Olympiasieger 1988
- Olympiadritter 1980
- Weltmeister 1982
- WM-Zweiter 1986
- Europameister (3 ×) 1979, 1981, 1985
- EM-Zweiter: 1987
- EM-Dritter: 1983
- Sowjetischer Meister (7 ×): 1980, 1981, 1982, 1983, 1984, 1988, 1990.
- Sowjetischer Pokalsieger (2 ×): 1978, 1982